# Anastasiya Nifontova
Pas d'image ? Cliquez ici
Anastasiya Nifontova, (en russe : Анастасия Нифонтова) née le 19 janvier 1979 à Washington est une pilote russe de rallye-raid et de motocross.

## Palmarès

### Résultats au Rallye Dakar
- 2017 :  75e
- 2019 :  62e

### Autres Rallyes
- Rallye des Pharaons: 1re en 2015 catégorie féminine - 5e au général
- Rallye Atacama: 2e en 2015 catégorie féminine
- Abu Dhabi Desert Challenge: 
  - 1re en 2015 catégorie féminine
  - 2e en 2014 catégorie féminine
- Qatar Sealine Cross Country Rally: 1re en 2015 catégorie féminine
- Rallye du Maroc: 1re en 2016 catégorie féminine